# Мадонела (Кампобасо)
Мадонела је насеље у Италији у округу Кампобасо, региону Молизе.
Према процени из 2011. у насељу је живело 36 становника. Насеље се налази на надморској висини од 799 м.